# Josef Öberg

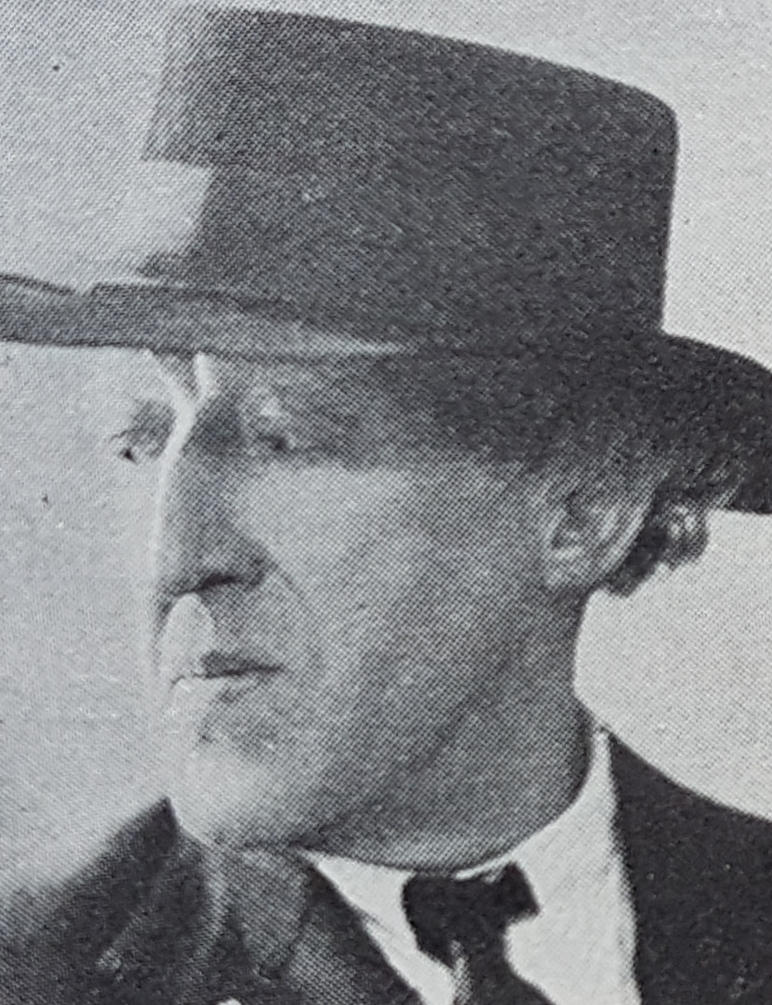
Josef Öberg

Josef (Jocke) Reinholdt Öberg, född 29 januari 1890 i Stockholm, död 10 maj 1967 i Bromma, var en svensk målare och tecknare. 
Josef Öberg föddes på Söder i Stockholm som son till hantverkaren Emanuel Öberg och Ida Charlotta Bergqvist och var gift första gången 1921 med Elsa Elvira Larsson med vilken han fick en dotter Karin Öberg (gift Lönnbark) och från 1934 med vävläraren Astrid Isacsson. Öberg visade tidigt teckningsanlag, som han vidareutvecklade genom att teckna kroki på en del så kallad kamratateljéer tillsammans med målarkamraten Martin Lindström. Senare fick han göra bruk av sina färdigheter som tecknare både i vecko- och dagspress bland annat i Bonniers månadstidning, Idun, Svenska Dagbladet och Stockholms-Tidningen. Som illustratör utförde han illustrationerna till Bengt Jändels Blommor. Han har utfört porträtt, figurtavlor, stilleben, landskap med motiv från Stockholmstrakten. Öberg var lågmäld, han sökte inte det snarfagra, snarare det torftiga, lite gnetiga i naturen. I sina Stockholmsmotiv väljer han gärna utkanterna, fabrikskvarter eller de nybyggda bostadsområdena som Kristineberg, Fredhäll och Traneberg, där han själv kom att bosätta sig. Från Fredhäll fångade han en fönsterutsikt om vilken Folke Holmér yttrat att den gav en stark förnimmelse av ett stockholmskt bostadsområdes enorma möjligheter att erbjuda vantrivsel men också homeopatiska doser av ömtålig poesi. Separat ställde han bland annat ut på Gummesons konsthall 1927 och 1935, Modern konst i hemmiljö 1938, Konstnärshuset 1942 och 1948, Galleri Brinken i Stckhom samt i Linköping, Borås och Norrköping. Tillsammans med Eva Alexandrowa ställde han ut på Lorensbergs konstsalong i Göteborg och tillsammans med Bernhard Neuman ställde han ut på Göteborgs konsthall. Han medverkade i flera av Sveriges allmänna konstförening utställningar i Stockholm sedan mitten av 1920-talet, Svenska konstnärernas förenings utställningar i Stockholm 1943, 1946 och 1951 samt Stockholmssalongernapå Liljevalchs konsthall. Han var representerad i utställningarna Nio unga som visades på Liljevalchs konsthall 1929 och 1932. Han tilldelades Stockholms stads stipendium 1952 och 1962. Josef Öberg är representerad vid  Moderna museet, Malmö museum, Stockholms stadsmuseum, Norrköpings konstmuseum, Kalmar konstmuseum, Helsingborg och Östersund. Han är begravd på Norra begravningsplatsen utanför Stockholm.